# Direito de preempção
Direito de preempção é um instrumento urbanístico que permite que o município determine que um imóvel, ao ser vendido, seja primeiramente oferecido à prefeitura, que tem, assim, precedência na compra.

## Regulamentação no Brasil
Ao utilizar o direito de preempção, o município comunica ao proprietário que tem interesse, embora não imediato, de aquisição de seu imóvel urbano. O instrumento está previsto no Estatuto das Cidades, que o descreve nos artigos 25 a 27, aparecendo como um Instrumento de Política Urbana fundamental no Planejamento Municipal.
O instrumento depende de lei municipal para ser usado, mas o Estatuto da Cidade prevê que alguns requisitos devem ser atendidos, como:
- Previsão em lei Municipal, baseado no plano diretor da área em que o direito de preempção incidirá;
- Prazo de vigência não superior à 5 anos, renovável a partir do primeiro ano após o decurso do prazo inicial de vigência, independente do número de alienações referente ao mesmo imóvel;
- Atender aos requisitos do art. 26 da lei 10.257/01 e demais requisitos identificados na lei Municipal.[4]

## Finalidade e procedimentos
Para finalidade as hipóteses podem ser diversas, como: regularização fundiária; execução de projetos e programas de habitação social de interesse social; constituição de reserva fundiária, ordenamento e direcionamento da expansão urbana; implantação de equipamentos urbanos e comunitários; criação de espaços públicos de lazer e áreas verdes; criação de unidades de preservação ou de proteção de outras áreas de interesse ambiental; proteção de áreas históricas, culturais ou paisagísticas, etc.
O proprietário de um imóvel ou terreno, onde recai o direito de preempção, ao manifestar interesse de alienar o objeto, deve comunicar primeiro ao Município, que terá o prazo de 30 dias para manifestação de interesse. Na falta de manifesto por parte do Município no prazo estabelecido, o proprietário pode dar seguimento a alienação para terceiros.
Em caso de manifestação no prazo estabelecido de 30 dias, o Município deve publicar em diário oficial e em pelo menos 2 veículos de mídia de grande circulação, o edital de aviso de notificação recebido e o manifesto de interesse de aquisição do objeto em questão.